# Comuna Vorobiove, Sakî
Vorobiove (în ucraineană Воробйове) este o comună în raionul Sakî, Republica Autonomă Crimeea, Ucraina, formată din satele Furmanove, Șaumean, Șîșkîne și Vorobiove (reședința).

## Demografie
Componența lingvistică a comunei Vorobiove
     Rusă (46,11%)
     Ucraineană (25,89%)
     Tătară crimeeană (24,65%)
     Alte limbi (0,68%)
Conform recensământului din 2001, nu exista o limbă vorbită de majoritatea populației, aceasta fiind compusă din vorbitori de rusă (46,11%), ucraineană (25,89%) și tătară crimeeană (24,65%).